# Oregus crypticus
Oregus crypticus is een keversoort uit de familie van de loopkevers (Carabidae). De wetenschappelijke naam van de soort is voor het eerst geldig gepubliceerd in 2003 door Pawson; Emberson; Armstrong & Paterson.